# Giacinto Motta
Giacinto Motta (Mortara, 5 aprile 1870 – Orta San Giulio, 12 dicembre 1943) è stato un ingegnere, dirigente d'azienda e politico italiano.

## Biografia
Laureato in ingegneria nel 1894, fu docente di tecnologie elettriche al Regio Istituto Tecnico Superiore (in seguito Politecnico di Milano (1900-22). Il suo maggior campo di interesse furono gli impianti elettrici e di telecomunicazioni. Fu tra i pionieri in Italia nell'uso dei cavi telefonici sotterranei. Nel 1904 compendiò le principali conoscenze tecniche in campo telefonico in un manuale edito da Hoepli, Il telefono, rimasto a lungo insuperato per precisione e sintesi.
Fu presidente della Fondazione politecnica italiana, presidente della società Edison, della Società Imprese Elettriche Liguri, della Società Elettrica Bresciana, della società Dinamo.
Fu eletto nella circoscrizione della Lombardia nella Lista Nazionale nelle elezioni del 1924. Nel 1929 e nel 1934 fu inserito tra i 400 deputati nominati dal Gran consiglio del fascismo; dal 1939 fece parte della Camera dei fasci e delle corporazioni.
Nel marzo 1940, su domanda del cardinale di Milano Alfredo Ildefonso Schuster, in virtù soprattutto delle generose elargizioni effettuate negli anni Trenta a favore dell'Arcidiocesi milanese e dei tanti interventi caritatevoli a favore di istituzioni religiose e di cittadini indigenti, ottenne da papa Pio XII il titolo di conte, onorificenza convalidata dal Regno d'Italia. Il 6 febbraio 1943 fu nominato senatore del Regno, ma la nomina non fu formalizzata. Morì a dicembre dello stesso anno.

## Archivio
L’Archivio fotografico Edison - riconosciuto dalla Soprintendenza archivistica per la Lombardia come bene di notevole interesse storico - comprende le raccolte fotografiche delle aziende che negli anni si sono fuse nell'unico gruppo oggi denominato Edison Spa. La parte più consistente è costituita dal fondo Montecatini, azienda chimica nata nel 1888 e fusasi con Edison nel 1966. Il fondo appartenente a Edison è invece in gran parte confluito nell'archivio della società Enel al momento della nazionalizzazione del settore energetico nel 1962.
L’Archivio Edison si compone di positivi su carta e su pellicola alla gelatina ai sali d'argento e negativi su vetro e pellicola alla gelatina ai sali d'argento per un totale di circa 230.000 fototipi, di cui ad oggi ne sono stati catalogati e digitalizzati ca. 6.800 consultabili sul sito LBC Archivi. Lombardia Beni Culturali - Archivi.